# Quinta-feira Santa
Quinta-feira Santa, também conhecida como Quinta-feira de Endoenças ou Quinta-feira da Ceia do Senhor, é uma festa móvel cristã celebrada na quinta-feira da Semana Santa, marcando o início do Trinduo Pascal. Neste dia, comemora-se o Lava-pés e a Última Ceia de Jesus com seus apóstolos, conforme descrito nos Evangelhos canônicos.
É o quinto dia da Semana Santa, precedido pela Quarta-feira Santa e seguido pela Sexta-feira Santa. A data do dia irá variar de acordo com o calendário gregoriano ou o calendário juliano usado. As igrejas orientais geralmente usam o sistema juliano. A liturgia utilizada na noite da Quinta-feira Santa encerra a Quaresma e dá início ao chamado Tríduo Pascal, o período que comemora a paixão, morte e ressurreição de Cristo e inclui ainda a Sexta-feira Santa, o Sábado de Aleluia e termina no Domingo de Páscoa. A missa neste dia é geralmente celebrada no final da tarde, o início da sexta de acordo com a tradição judaica, e relembra o fato de Última Ceia ter sido uma refeição da Páscoa judaica ("Sêder").

## Liturgia

### Cristianismo ocidental

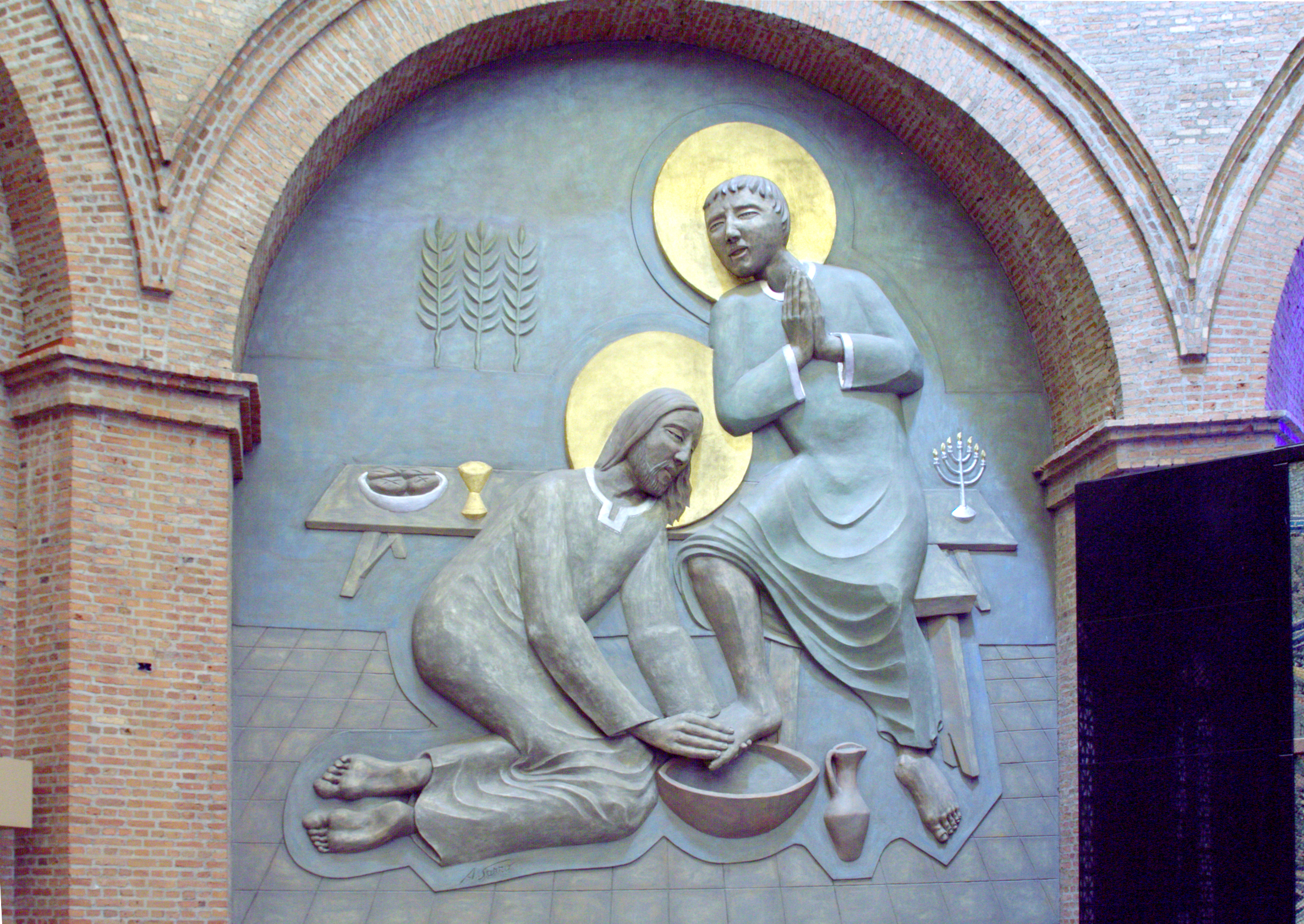
Jesus lavando os pés dos apóstolos, gravura na Basílica de Nossa Senhora Aparecida.

A Quinta-feira Santa é notável por ser o dia no qual é celebrada a Missa na Ceia do Senhor, que recorda de forma especial a Última Ceia.
A cerimônia do lava-pés é um componente tradicional da celebração em muitas igrejas cristãs, incluindo a Armênia, a Etíope, Católicas Orientais, grupos batistas, Menonitas e a Igreja Católica Romana. Além disso, o rito está se tornando cada vez mais popular na liturgia da Quinta-feira Santa (em inglês:  Holy Thursday ou Maundy Thursday) na Igreja Anglicana, Episcopal, Luterana, Metodista e Presbiteriana além de várias outras denominações protestantes. Nas igrejas católicas e anglicanas, a Missa na Ceia do Senhor começa de forma tradicional, mas o Glória é acompanhado pelo soar de sinos, que permanecerão em silêncio até a Vigília Pascal. Depois da homilia, realiza-se então o lava-pés onde a cerimônia é realizada. Na missa católica, o Santíssimo Sacramento permanece exposto até que o serviço se conclua com uma procissão para levá-lo até o local onde ele será depositado. O altar-mor e todos os demais são limpos de toda decoração, com exceção do Altar da reposição. Até 1969, o missal romano previa este rito sendo realizado de forma cerimonial acompanhado do canto dos salmos 21 e 22, uma prática que ainda permanece em muitas igrejas anglicanas. Em outras denominações cristãs, como as luteranas e metodistas, a limpeza do altar e do presbitério ocorre como preparativo para a solene e mais sombria ação litúrgica da Sexta-feira Santa pois nesse dia não se celebra missa.

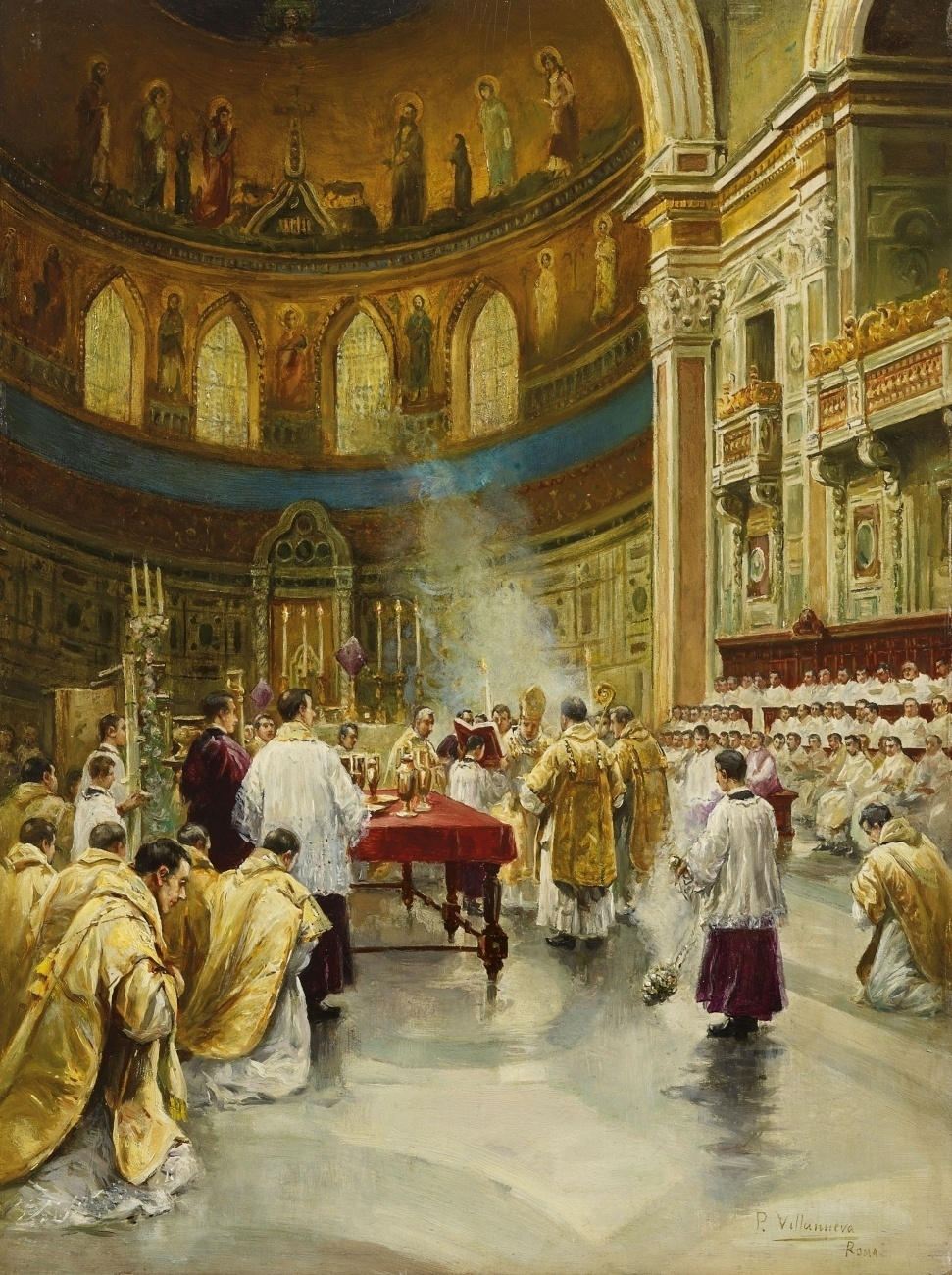
Missa do Crisma em Roma

Também celebra-se neste dia em todas as dioceses da Igreja Católica Romana a Missa do Crisma (ou "Missa da Unidade"). Geralmente celebrada na catedral da diocese, nesta missa o santos óleos são abençoados pelo bispo para serem utilizados na crisma, na unção dos enfermos e como óleo dos catecúmenos. O primeiro e o último serão utilizados no Sábado de Aleluia, durante a Vigília Pascal, para batizar e confirmar os que entram para a igreja.

### Cristianismo oriental
Na Igreja Ortodoxa e nas Igrejas Católicas Orientais de rito bizantino, o dia é conhecido como "Grande e Sagrada Quinta-feira" ou "Grande Quinta-feira". Na Igreja Ortodoxa, as cores litúrgicas são mais brilhantes, comumente brancas. É apenas neste dia que se relaxa o jejum da Semana Santa para se permitir o consumo de vinho e azeite.
A leitura da manhã é o primeiro evangelho da paixão (João 13:31 até João 18:1), conhecido como "Evangelho do Testamento", e muitos dos hinos normais da liturgia são substituídos. É normal a realização da cerimônia do lava-pés em catedrais e mosteiros. Quando há necessidade de consagrar mais óleo para crisma, a cerimônia é realizada pelos patriarcas e outros líderes das diversas igrejas autocéfalas. À noite, depois da liturgia, todas as decorações e vestes são trocadas por outras de cor negra ou escura, um sinal do início da paixão.
A partir da Grande e Sagrada Quinta-feira, os serviços em memória dos mortos estão proibidos até o dia seguinte ao Domingo de Tomé.

## Data
A Quinta-feira Santa é um feriado nacional na Colômbia, Costa Rica, Dinamarca, Islândia, México, Noruega, Paraguai, Filipinas, Espanha (com exceção das regiões da Catalunha e Valência) e Venezuela.
| Ano  | Data        |
| ---- | ----------- |
| 2025 | 17 de abril |
| 2026 | 2 de abril  |
| 2027 | 25 de março |
| 2028 | 13 de abril |
| 2029 | 29 de março |
| 2030 | 18 de abril |

### Visita a sete igrejas
A tradição de visitar sete igrejas na Quinta-feira Santa é uma prática antiga originada provavelmente em Roma. Em diversos países da América Latina, a visita às sete igrejas geralmente ocorre à noite.

## Feira das endoenças
Endoença, tal como indulgência, vem do latim "indulgentia". As indulgências (ou perdão) dos pecados eram pedidas pelos pecadores e dadas pelo clero aos penitentes, principalmente durante a Semana Santa, época em que todos os católicos se confessavam. 
Dar indulgências ou endoenças é um modo de dizer, porque a verdade é que elas eram compradas pelos crentes com côngruas, donativos e doações à Igreja. Nasceu assim o tráfico de endoenças que atingiu proporções elevadas gerando fortes movimentos de revolta em toda a Europa que tomaram o nome de Reforma Protestante. Não foi só o tráfico de endoenças que levou à Reforma Protestante, outros abusos e a ostentação de riqueza praticados pela Igreja católica romana também foram determinantes.

Feira de endoenças é uma expressão de suspeita. Hoje podíamos traduzi-la por tráfico de indulgências ou corrupção espiritual.